# Мачида
Мачида (јап. 町田市) град је у Јапану у префектури Токио. Према попису становништва из 2005. у граду је живело 404.798 становника.

## Становништво
Према подацима са пописа, у граду је 2005. године живело 404.798 становника.
| 1995.   | 2000.   | 2005.   |
| ------- | ------- | ------- |
| 360.522 | 377.494 | 404.798 |